# Джура — мисливець з Мін-Архара
«Джура — мисливець з Мін-Архара» — радянський шестисерійний телефільм 1985 року, знятий режисерами Віктор Мірзаянцем і Сайдо Курбановим на кіностудії «Таджикфільм».

## Сюжет
За мотивами роману Георгія Тушкана «Джура». Події фільму відбуваються у Туркестані 1928 року. Високо у горах Паміру загубився кишлак Мін-Архар. Неподалік від нього пролягла стежка, якою з-за кордону проникають на радянську територію басмаці і контрабандисти. Молодий мисливець Джура та його кохана Зейнаб допомагають прикордонникам зірвати їхні задуми.

## У ролях
- Іскандер Іркаєв — Джура
- Абдураїм Абдувахобов — Кучкар
- Ґуля Астанова — Зайнаб
- Йодгар Сагдієв — Тагай
- Набі Рахімов — аксакал
- Лесь Сердюк — Максимов
- Ато Мухамеджанов — Шагодай
- Сергій Никоненко — Олексій
- Ментай Утепбергенов — Саїд
- Шариф Кабулов — Кіпчикбай
- Георгій Строков — Хасан
- Микола Сектименко — Костя
- Шухрат Іргашев — Алі
- Іван Гаврилюк — незнайомець
- Юрій Дедович — Брікс
- Хабібулло Абдуразаков — курбаші Юсуф
- Юрій Горобець — Олександр Іванович
- Хашим Гадоєв — роль другого плану
- Анвар Тураєв — роль другого плану
- Артик Джаллиєв — роль другого плану
- Сайрам Ісаєва — мати Джури
- Ніна Тер-Осипян — роль другого плану
- Катерина Вороніна — Наталка
- Джамал Садріддінов — роль другого плану
- Раджаб Адашев — роль другого плану
- Джахон Саїдмурадов — роль другого плану
- Абдугафор Карімов — роль другого плану
- Гульбегім Зоолшоєва — роль другого плану
- Юрій Гусєв — Ольхов, художник
- Т. Найдьонова — роль другого плану
- Джамал Хашимов — Склот
- Аслан Рахматуллаєв — роль другого плану
- М. Самандаров — роль другого плану
- Гурміндж Завкібеков — купець
- Махмуд Тахірі — роль другого плану
- Анатолій Латфі — роль другого плану
- Абдусалом Рахімов — роль другого плану
- Раджабалі Хусейнов — роль другого плану
- Санджар Хамідов — Джура у дитинстві
- М. Набієва — Зайнаб у дитинстві
- Ф. Шаріфов — Кучкар у дитинстві
- Сайдо Курбанов — батько Джури
- Іногам Адилов — «безносий»
- Хуррам Касимов — медбрат
- Махамадалі Мухамадієв — епізод
- Імомберди Мінгбаєв — епізод
- Асалбек Назрієв — епізод
- Ш. Абдукаїсов — епізод
- Назар Назаров — епізод
- Хайдар Шаймарданов — епізод
- Марат Хасанов — епізод
- Гульсара Абдуллаєва — одна з дружин Тагая
- Гульчехра Рахматулаєва — епізод
- Мехрангіз Гасанова — одна з дружин Тагая
- Дільбар Умарова — епізод
- Д. Сабзалієв — епізод
- О. Фузайлов — епізод
- Ю. Тхостов — епізод
- В. Курбанов — епізод
- Ісо Абдурашидов — епізод

## Знімальна група
- Режисери — Віктор Мірзаянц, Сайдо Курбанов
- Сценаристи — Ігор Хуцієв, Марлен Хуцієв
- Оператор — Олексій Найдьонов
- Композитор — Геннадій Александров
- Художники — Сергій Романкулов, Рустем Одинаєв